# Norma John
Norma John es un dúo musical finlandés de balada y de género Pop, Folk y Soul. Fue fundado en el año 2008, en la ciudad de Kouvola.
Está formado por Leena Tirronen como vocalista y Lasse Piirainen como pianista.
Anteriormente también tenía como miembros a Nicolas Rehn como guitarrista, Miikkael Anttila como bajista y a Otto Alahuhtala como batería.
Tras ganar la selección nacional UMK 2017 con su canción «Blackbird» (en español: "Mirlo"), al obtener la máxima puntuación de los jurados internacionales y el televoto, se convirtieron en los representantes de Finlandia en el Festival de la Canción de Eurovisión 2017, el cual se celebró en Kiev, Ucrania.